# Дэниелс, Гэри
Гэри Эдвард Дэниелс (англ. Gary Edward Daniels, род. 9 мая, 1963) — британский и американский актёр, постановщик боёв, мастер боевых искусств и культурист.

## Биография
Гэри Эдвард Дениелс родился 9 мая 1963 года в небольшом английском городе за пределами Лондона под названием Вокинг. C юных лет занимался спортом, сначала футболом, а после того, как стал смотреть фильмы с Брюсом Ли и стал его поклонником, решил пойти по его стопам. В шестнадцать получает чёрный пояс по тхэквондо, изучает различные стили.
После своего двадцатилетия он приезжает во Флориду, США. Дэниелс продолжает своё обучение, и во Флориде он посещает занятия по актёрскому мастерству и участвует в эпизодических ролях в сериалах, подобных «Полиции Майами». Ему поступает предложение сняться в главной роли в Филиппинах. Там он в течение двух лет, окруженный звёздами, снимается в нескольких картинах. Позднее Гэри выигрывает титул чемпиона штата Калифорния в тяжёлом весе по версии WKBA (Мировая Ассоциация Кикбоксинга).
Прорывом в карьере Дэниелса стала главная роль в боевике «Кулак Северной Звезды», который вышел в 1995 году и принёс актёру большую популярность в Азии.
Учителями Гэри являются Микки Берн, живущий в Новой Зеландии, и Винстон Омега, живущий в Малайзии.
У Дэниелса есть жена Мерисин и пятеро детей.

## Фильмография
| Год       |   | Русское название                  | Оригинальное название            | Роль                      |
| --------- | - | --------------------------------- | -------------------------------- | ------------------------- |
| 1988      | ф | Крайние меры                      | Final Reprisal                   | сержант Дэвид Каллахан    |
| 1991      | ф | Между мирами                      | In Between                       | охранник                  |
| 1992      | ф | Кровавый кулак 4                  | Bloodfist IV: Die Trying         | Скарфейс                  |
| 1993      | ф | Городской охотник                 | City Hunter                      | Ким                       |
| 1993      | ф | Рыцари                            | Knights                          | киборг Дэвид              |
| 1995      | ф | Человек против киборга            | Heatseeker                       | Хао                       |
| 1995      | ф | Кулак Северной Звезды             | Fist of the North Star           | Кенсиро                   |
| 1996      | ф | Белый Тигр                        | White Tiger                      | Mike Ryan                 |
| 1996      | ф | Месть Ястреба                     | Hawk's Vengeance                 | Эрик "Ястреб" Келли       |
| 1997      | ф | Кровавая луна                     | Bloodmoon                        | Кен О’Хара                |
| 1998      | ф | Беглец                            | Spoiler                          | Роджер Мейсон             |
| 1998      | ф | Отмщение                          | Recoil                           | детектив Рэй Морган       |
| 1999      | ф | Мятежник                          | Cold Harvest                     | Роланд Чейни              |
| 1999      | с | Сыновья грома                     | Sons of Thunder                  | Ланнарк                   |
| 2000      | ф | Отряд «Дельта»: Пропавший патруль | Delta Force One: The Lost Patrol | капитан Джеймс Уэллфорд   |
| 2004      | ф | Ретроград                         | Retrograde                       | Маркус                    |
| 2005      | ф | Предельная глубина                | Submerged                        | полковник Джон Шарп       |
| 2009      | ф | Линия                             | The Line                         | Мартин                    |
| 2010      | ф | Теккен                            | Tekken                           | Брайан Фьюри              |
| 2010      | ф | Неудержимые                       | The Expendables                  | Лоуренс «Британец» Спаркс |
| 2010      | ф | Поймать, чтобы убить              | Hunt to Kill                     | Дженсен                   |
| 2010      | ф | Записки Лазаря                    | The Lazarus Papers               | Себастиан Райкер          |
| 2013      | ф | Чужак в раю                       | A Stranger in Paradise           | Дерек                     |
| 2014      | ф | Теккен 2                          | Tekken 2: Kazuya's Revenge       | Брайан Фьюри              |
| 2015      | ф | Нулевая терпимость                | Zero Tolerance                   | Сэмми                     |
| 2021—2022 | с | Кунг-фу                           | Kung Fu                          | мастер Дрейк              |